# Юссі Ніска
Юссі Ніска (фін. Jussi Niska, нар. 15 серпня 2002, Рованіємі, Фінляндія) — фінський футболіст, фланговий захисник клубу «Інтер» (Турку).

## Ігрова кар'єра

### Клубна
Юссі Ніска народився у місті Рованіємі і є вихованцем місцевого клубу «Рованіємі Паллосеура». Де він починав грати в молодіжній команді. 2 липня 2020 року у віці 17 - ти років Ніска дебютував у першій команді РоПС. За результатами того сезону РоПС вилетів з Вейккаусліги але захисник залишився в команді і відіграв сезон у Юккенен.
Після сезону 2021 року Ропс зазнав серйозних фінансових труднощів і був понижений в класі до Третього дивізіону. Сам Ніска у грудні 2021 року перейшов до клубу «Інтер» (Турку), з яким підписав трирічний контракт. В сезоні 2022/23 в складі «Інтера» захисник дебютував у Лізі конференцій, де також відзначився забитим голом. 8 жовтня 2024 року Ніска продовжив контракт з клубом до 2025 року з опцією можливого подовження угоди до 2026 року.

### Збірна
З 2023 року Юссі Ніска виступає в складі молодіжної збірної Фінляндії.

## Досягнення
Інтер (Турку)
 Переможець Кубка ліги: 2024, 2025
- Фіналіст Кубка Фінляндії (2): 2022, 2024